# Unterseeboot 735
L'Unterseeboot 735 ou U-735 est un sous-marin allemand (U-Boot) de type VIIC utilisé par la Kriegsmarine pendant la Seconde Guerre mondiale.
Le sous-marin fut commandé le 10 avril 1941 à Dantzig (Schichau-Werke), sa quille fut posée le 29 novembre 1941, il fut lancé le 10 octobre 1942, et mis en service le 28 décembre 1942, sous le commandement de l'Oberleutnant zur See Hans-Joachim Börner.
L'U-735 n'effectue aucune patrouille, par conséquent il n'endommage ni ne coule aucun navire.
Il est coulé par un aéronef britannique dans l'Oslofjord, en décembre 1944.

## Conception
Unterseeboot type VII, l'U-735 avait un déplacement de 769 tonnes en surface et 871 tonnes en plongée. Il avait une longueur totale de 67,10 m, un maître-bau de 6,20 m, une hauteur de 9,60 m et un tirant d'eau de 4,74 m. Le sous-marin était propulsé par deux hélices de 1,23 m, deux moteurs diesel Germaniawerft M6V 40/46 de 6 cylindres en ligne de 1400 cv à 470 tr/min, produisant un total de 2 060 à 2 350 kW en surface et de deux moteurs électriques AEG GU 460/8–27 de 375 cv à 295 tr/min, produisant un total 550 kW, en plongée. Le sous-marin avait une vitesse en surface de 17,7 nœuds (32,8 km/h) et une vitesse de 7,6 nœuds (14,1 km/h) en plongée. Immergé, il avait un rayon d'action de 80 milles marins (150 km) à 4 nœuds (7,4 km/h; 4,6 milles par heure) et pouvait atteindre une profondeur de 230 m. En surface son rayon d'action était de 8 500 milles nautiques (soit 15 700 km) à 10 nœuds (19 km/h). 
L'U-735 était équipé de cinq tubes lance-torpilles de 53,3 cm (quatre montés à l'avant et un à l'arrière) qui contenait quatorze torpilles. Il était équipé d'un canon de 8,8 cm SK C/35 (220 coups) et d'un canon antiaérien de 20 mm Flak. Il pouvait transporter 26 mines TMA ou 39 mines TMB. Son équipage comprenait 4 officiers et 40 à 56 sous-mariniers.

## Historique
Il reçut sa formation de base au sein de la 8. Unterseebootsflottille jusqu'au 31 juillet 1943, puis il intégra sa formation de combat dans 11. Unterseebootsflottille.
L'U-735 a surtout servi de navire d'entraînement pour les équipages destinés à patrouiller dans l'océan Atlantique. Sa base est Horten, en Norvège, à partir de laquelle il part pour de courtes missions côtières, naviguant dans les fjords et dans les canaux.
Mis en service à Noël 1942, l'U-735 est commandé par le Kapitänleutnant Hans-Joachim Börner, qui reste aux commandes du sous-marin jusqu'à sa destruction, exactement deux années plus tard, lorsqu'il est tué avec la quasi-totalité des membres d'équipage.
Affecté en Norvège, Börner devient rapidement un expert des routes maritimes norvégiennes. Il forme bon nombre de marins lors de missions d'instruction au départ d'Horten.
Le 28 décembre 1944, soit deux années jour pour jour après sa mise en service, un aéronef britannique lance une attaque visant les bases norvégiennes, dont Horten. L'U-735 est ancré dans ce port lorsque l'alarme prévenant d'un assaut aérien retentit à 21 h 30. Il quitte tant bien que mal à'le port malgré la défaillance de ses moteur diesel. À 23 h 30, une bombe larguée par un avion britannique du 5th Group RAF Bomber Command, l'envoie par le fond au large du port, au sud de l'île de Mølen, à la position géographique 59° 28′ 02″ N, 10° 28′ 07″ E.
39 hommes meurent dans cette attaque, il y a un survivant. Dix membres d'équipage étaient en congé à Horten.
Il est le seul U-Boot à être coulé dans l'attaque. Deux autres navires ont également été envoyés par le fond lors de celle-ci : le MS Holmengraa et le MS Nordvard (1925).
En 1999, l'épave est découverte par le dragueur de mines de la Marine royale norvégienne (HNoMS Tyr) à une profondeur de 195 mètres (640 pi), au cours d'une mission d'entraînement de routine à Oslofjord. Filmée par un robot sous-marin, elle est relativement bien conservée en dehors de dommages à la poupe causant son naufrage.
Une image de haute résolution de l'épave a fait la couverture de Sea Technology Magazine en juin 2006. Une autre image du sous-marin est mise à disposition par le Norwegian Defence Research Establishment (en).

## Affectations
- 8. Unterseebootsflottille du 28 décembre 1942 au 31 juillet 1944 (Période de formation).
- 11. Unterseebootsflottille du 1er août 1944 au 28 décembre 1944 (Unité combattante).

## Commandement
- Oberleutnant zur See Hans-Joachim Börner du 28 décembre 1942 au 28 décembre 1944.